# No viniste
«No viniste» es una canción grabada por la cantante y compositora mexicana Natalia Lafourcade. La canción fue escrita y producida por ella misma junto a Marco Moreno. Fue lanzada el 10 de agosto de 2010 como el cuarto y último sencillo de su tercer álbum de estudio Hu hu hu.

## Video musical
El video musical oficial de «No viniste» fue lanzado el 31 de agosto de 2011 en la plataforma digital YouTube. El videoclip ha recibido casi de 2 millones de vistas desde su publicación.

## Lista de canciones

### Descarga digital
| No viniste — Single |              |          |  |
| N.º                 | Título       | Duración |  |
| 1.                  | «No viniste» | 4:05     |  |